# 岐阜県立岐阜各務野高等学校
岐阜県立岐阜各務野高等学校（ぎふけんりつ ぎふかかみのこうとうがっこう）は、岐阜県各務原市鵜沼各務原町にある公立高等学校。
2005年に岐阜県立各務原東高等学校（各東）と岐阜県立岐阜女子商業高等学校（岐女商）が合併して設立された高等学校である。
2006年度（平成18年度）までは、両方の校舎を学科ごとに分けて使用していたが、2007年（平成19年）4月に、各東校舎に統一された。

## 学校概要
- 創立：2005年（平成17年）
- 学科：全日制
  - 情報科
  - 福祉科
  - ビジネス科
- 所在地：各務原市鵜沼各務原町八丁目7番地2

## 沿革
- 2005年（平成17年）
  - 4月1日 - 岐阜県立各務原東高等学校と岐阜県立岐阜女子商業高等学校を統合し開校。旧・各務原東高等学校を各東校舎、旧・岐阜女子商業高等学校を岐女商校舎とする。
  - 4月7日 - 開校式を行う。
- 2006年（平成18年）3月28日 - 各東校舎に情報・福祉科棟が完成。
- 2007年（平成19年）4月1日 - 岐女商校舎を廃止。

## 部活動
旧岐阜女子商業時代からは特にホッケー部女子が有名であり、全国タイトルを全国高校最多の計83回（インターハイ25回・国体32回・全国高校選抜20回・高校チャンピオンズカップ6回）を誇る強豪校である。2004年のアテネ五輪で当時現役の3年生が出場したほか多くの卒業生が出場した。また、他にも多くの部がインターハイや国民体育大会などに出場して、好成績を収めている。
硬式野球部は年々実績を上げており、3期連続ベスト8に進出している。

## アクセス
- 名鉄各務原線「名電各務原駅」より徒歩で約12分。
- JR高山本線「各務ケ原駅」より徒歩で約12分。
- 各務原市ふれあいバス：東西線・東西線朝夕便「各務野高校北」バス停より徒歩で約2分。

## 主な卒業生

### 岐阜女子商業高等学校
- 小西美帆 - 女優
- 三浦恵子 - ホッケー選手
- 寺園理恵 - ホッケー選手
- 長澤彩 - 女子競輪選手